# Erłan Manatbekow
Erłan Manatbekow (kirg. Эрлан Манатбеков; ur. 2001) – kirgiski zapaśnik walczący w stylu klasycznym. Brązowy medalista mistrzostw Azji w 2024, piąty w 2025. Piąty w Pucharze Świata w 2022. 
Pierwszy na mistrzostwach Azji U-23 w 2022 roku.